# Memoriale nazionale De Soto
Il memoriale nazionale De Soto (inglese: De Soto National Memorial), situato 8 km ad ovest di Bradenton, in Florida, commemora lo sbarco del 1539 effettuato da Hernando de Soto, e la prima grande esplorazione organizzata dagli europei in quello che oggi è il sudest degli Stati Uniti d'America.

## La spedizione di De Soto

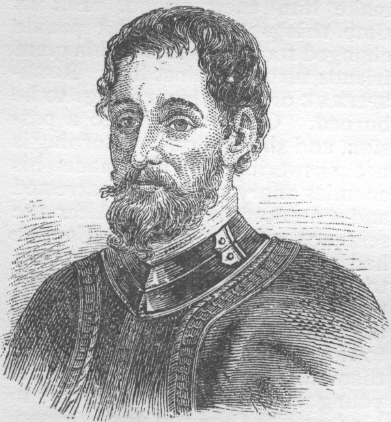
Hernando de Soto

Nel maggio del 1539 Hernando de Soto ed un esercito di oltre 600 soldati sbarcarono nella zona di Tampa Bay. Giunsero su nove navi piene di rifornimenti: 220 cavalli, una mandria di maiali, cani da combattimento, cannoni, moschetti, armature, utensili e razioni di cibo. Stavano eseguendo un ordine di Carlo V, secondo il quale bisognava raggiungere La Florida per "conquistare, popolare e pacificare" il territorio.
La spedizione non trovò l'oro e gli altri tesori che gli uomini cercavano. Viaggiarono invece da un villaggio all'altro, prendendo il cibo e schiavizzando i nativi usandoli come guide o portatori. Durante i quattro anni della spedizione furono percorsi 6400 chilometri, e centinaia furono le persone morte. La spedizione De Soto avrebbe cambiato per sempre la faccia del sudest statunitense, portando la Spagna a riconsiderare il proprio ruolo nel Nuovo Mondo. La cronologia di questa spedizione deriva dai tanti racconti in prima persona redatti dai partecipanti, stupiti dalla civiltà indigena e dalla ricchezza del territorio.

## Riconoscimento storico
Il memoriale nazionale fu autorizzato l'11 marzo 1948. Come tutte le aree storiche gestite dal National Park Service, quest'area è inserita nel National Register of Historic Places dal 15 ottobre 1966.
L'obbiettivo del memoriale è quello di preservare la controversa storia di questa esplorazione. I turisti possono assistere a rappresentazioni storiche, provando un'armatura, o percorrendo il sentiero naturale nel paesaggio costiero della Florida, ancora simile a quello trovato dai primi conquistadores circa cinque secoli fa.